# Acineta densa
Acineta densa es una orquídea de hábito epífita originaria de Centroamérica.

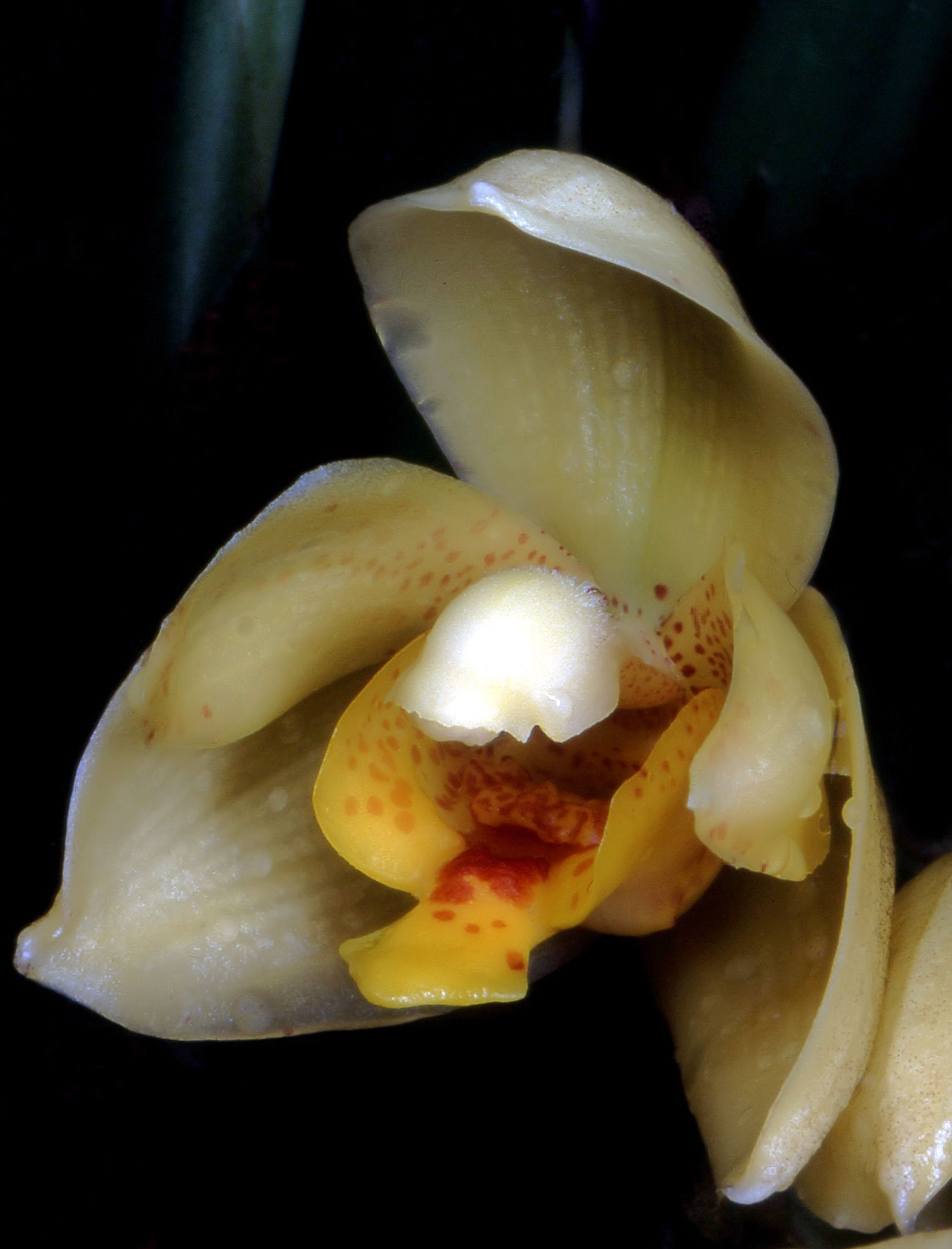
Detalle de la flor

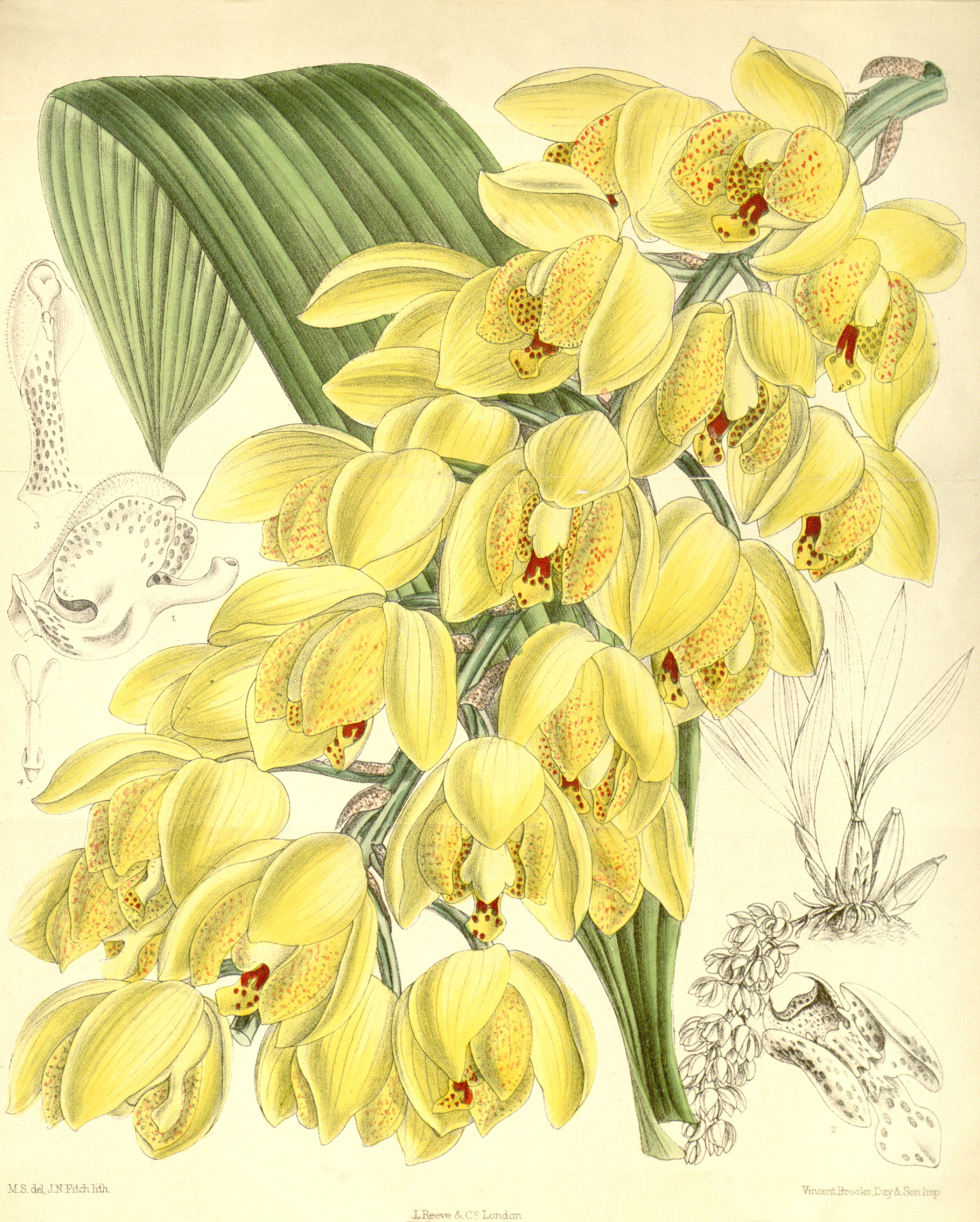
Ilustración

## Descripción
Es una orquídea de gran tamaño que prefiere climas cálidos a fríos, es epífita con un pseudobulbo  ovoide a cilíndrico, de color verde oliva brillante, comprimido lateralmente, finamente surcado  con una vaina basal y 2 a 4 hojas, terminales, gruesas, glabras, plegadas, oblanceoladas, agudas. Florece en una inflorescencia colgante, racemosa, de 70 cm de largo, con varias a muchas flores  con brácteas parecidas al papel y muy carnosas, las flores en forma de copa, y perfume de vainilla, son de larga duración que ocurre en la primavera y principios del verano.

## Distribución y hábitat
Se encuentra en Guatemala, Costa Rica, Panamá y Colombia en las elevaciones alrededor de 1300-2000 metros.

## Taxonomía
Acineta densa fue descrita por John Lindley y publicado en Paxton's Flower Garden 1: 91, f. 63. 1850.
Etimología
Acineta: nombre genérico que procede del griego "akinetos" = 'inmóvil' en referencia a su rígido labelo (labio). 
densa: epíteto que significa "con flores densas".
Sinonimia
Los siguientes nombres se consideran sinónimos de Acineta densa:
- Acineta gymnostele Schltr.	[4][5]